# Никола Николов (офицер)
Вижте пояснителната страница за други личности с името Никола Николов.
Никола Матеев Николов е български офицер, полковник от кавалерията, служил в 10-и конен полк и 3-та конна бригада по време на Втората световна война (1941 – 1945).

## Биография
Никола Николов е роден на 1 декември 1902 г. в гр. Свищов. Завършва Търговската гимназия в родния си град. През 1926 г. завършва Военното на Негово Величество училище в 45-и випуск, на 6 септември е произведен в чин подпоручик и е зачислен на служба в 9-а жандармерийска конна група. На 20 декември 1927 конната група е преименувана на 9-и конен полк и през 1928 г. подпоручик Николов е преназначен на служба в него. На 21 октомври 1929 е произведен в чин поручик, а през 1935 г. е назначен на служба в Лейбгвардейския конен полк. Същата година на 3 октомври е произведен в чин капитан. В началото на 1939 г. капитан Никола Николов е назначен за командир на ескадрон от 10-и конен полк. По-късно същата година е назначен за интендант на Държавната военна фабрика в Казанлък.

### Втора световна война (1941 – 1945)
По време на Втората световна война (1941 – 1945) капитан Николов продължава службата си в Държавната военна фабрика в Казанлък до 1942 г., когато отново е на служба в 10-и конен полк. През 1943 г. е назначен на служба в 3-та конна бригада, като на 6 май 1943 г. е произведен в чин майор. През 1944 г. е началник-щаб на 10-и допълващ ескадрон в гр. Шумен, същият дивизион в който се случва самоубийството на подпоручик Петър Добрев Петров, дежурен по полк на 9 септември 1944 г., отказал да предаде оръжието си на съветското военно командване. От октомври 1944 г. участва в активни бойни действия във войната срещу нацистка Германия в състава на Трета конна бригада.
След края на войната от 1945 г. майор Николов служи към Военното училище, след което от същата година е началник-щаб на Гвардейския конен дивизион, като на 9 септември 1945 г. е произведен в чин подполковник. От 1946 г. подполковник Николов е на служба в Кавалерийския отдел, като същата година е назначен за началник-щаб на Конната дивизия. През 1947 г. поема командването на учебно-представителния дивизион, а по-късно същата година е уволнен от служба с чин полковник. След чистката на царските офицери в армията от 1947 г. и последващата забрана те да бъдат назначавани на държавна работа, работи като счетоводител в ТПК „Пещострой“.
Полковник Никола Николов умира на 2 юни 1986 г. в София и е погребан в Софийските централни гробища.

## Семейство
Полковник Никола Николов е женен за Петрана Найденович (дъщеря на Главния аптекар на Царство България Александър Найденович) и има 2 дъщери.

## Военни звания
- Подпоручик (6 септември 1926)
- Поручик (21 октомври 1929)
- Капитан (3 октомври 1935)
- Майор (6 май 1943)
- Подполковник (9 септември 1945)
- Полковник (1947)

## Награди
- Военен орден „За храброст“, II степен
- Народен орден „За военна заслуга“ IV степен
- Орден „Св. Александър“ IV степен
- Медал „За Победата над Германия във Великата Отечествена Война“ (СССР)

## Образование
- Търговска гимназия в Свищов
- Военно на Негово Величество училище (до 1926)